# Obscura
Obscura é uma banda alemã de death metal técnico fundada em 2002 por Steffen Kummerer. A banda tem uma sonoridade extremamente complexa e progressiva. Aborda temas como religiões, filosofia e astrofísica em suas canções.

## História
A Obscura foi fundada em 2002 pelo guitarrista e vocalista Steffen Kummerer, que desejava fazer uma banda que revivesse o antigo death metal técnico como o do Death, Atheist, Pestilence e Cynic. Kummerer nomeou a banda inspirado no álbum Obscura da banda Gorguts.
Em 2003 a banda lançou sua primeira demo Illegmitation com quatro faixas. Kummerer tinhas apenas 17 anos e já demonstrava diversas influências como death metal sueco e black metal.
Em 2004 o grupo publicou o álbum Retribution que após dois anos foi relançado pela Vots Records. A obra demonstrava todas as influências tiradas dos idolos de Kummerer. O álbum apresenta uma sonoridade old-school e visceral, bem diferente do que viria a se tornar a identidade musical da banda nos próximos anos.
Em 2007 juntaram-se a banda o baterista Hannes Grossmann (ex-Necrophagist) e o baixista Jeroen Paul Thesseling (Quadvium, Salazh Trio, ex-Pestilence). A última incorporação do grupo foi o guitarrista Christian Münzner (Eternity´s End, Paradox, Alkaloid, ex-Necrophagist, ex-Spawn of Possession) em 2008. Em setembro de 2008, a Obscura assinou com o selo Relapse Records e assim lançou seu segundo álbum, Cosmogenesis, no começo de 2009. Nesse ano a banda fez sua primeira turnê americana abrindo para o Cannibal Corpse. Em 2010 fez uma turnê pelo Japão como banda de apoio do Nile e do Triptykon.
Cosmogenesis apresentou a nova sonoridade da banda. Muito mais técnica, com diversas passagens progressivas explorando diversos conceitos musicais e filosóficos nas letras. Com este disco começa um ciclo de discos conceituais.
Em 29 de março de 2011 a banda lançou o álbum Omnivium. A obra demonstrava a enorme influência do Necrophagist em seus diversos riffs e solos. Grande parte das letras de música são inspiradas no livro de Friedrich Schelling On Nature's Connection to the Spirit World.
Em 2016 a banda lançou o álbum Akroàsis, que apresentou um equilíbrio perfeito entre progressivo e metal extremo. Christian Münzner  não era mais o guitarrista atual da banda e logo foi substituído por Tom Geldschläger, apesar de logo após a gravação ter sido removido da banda por Steffen. Hannes também já não fazia parte, sendo substituído por Sebastian Lanser. A faixa homônima alcançou uma sonoridade complexa, pegajosa e extremamente elaborada que representa muito bem o álbum.
Em 2018 Obscura traz aos fãs uma nova dose de complexidade, beleza e agressividade. Diluvium conta com o guitarrista Rafael Trujilo, que saiu da elegância do conservatório de jazz para os palcos na velocidade do metal. O álbum segue as características esperadas da banda.
O álbum encerrou um ciclo de quatro discos que havia começado com Cosmogenesis, passando por Omnivium, Akroasis e por fim Diluvium. Os temas abordados nos discos são diversos como religião, astrofísica e filosofia. Cosmogenesis representa o início do universo e Diluvium o fim, de modo que tudo se repete novamente.
No final de 2019 o Obscura anunciou contrato com a Nuclear Blast. Muitas bandas saíram de contratos com a Relapse Records e migraram para Nuclear Blast como Suffocation, Nile, Amorphis.
Em 22 de Abril de 2020, a banda anunciou, por meio de sua conta oficial no Instagram, a saída do guitarrista Rafael Trujillo, do baixista Linus Klausenitzer e do baterista Sebastian Lanser, devido a "diferenças musicais" entre os membros.
Já em Abril e Maio de 2020 a banda anunciou, também por seu Instagram, o regresso de Jeroen Paul Thesseling (Quadvium, Salazh Trio, ex-Pestilence) e Christian Münzner (Eternity´s End, Paradox, Alkaloid, ex-Necrophagist, ex-Spawn of Possession), ao lado de seu novo baterista, David Diepold (Benighted, Hate, Belphegor, Give em Blood, Cognizance).

## Membros
- Steffen Kummerer - guitarras, vozes (2002-presente)
- Christian Münzner - guitarras (2020-presente)
- David Diepold - bateria (2020-presente)
- Jeroen Paul Thesseling - baixo (2020-presente)

## Discografia
- (2003) Illegimitation (DEMO)
- (2004) Retribution
- (2009) Cosmogenesis (Relapse Records)
- (2011) Omnivium (Relapse Records)
- (2016) Akróasis (Relapse Records)
- (2018) Diluvium (Relapse Records)
- (2021) A Valediction (Nuclear Blast)